# Europapokal der Landesmeister (Handball) 1966/67
Dieser Artikel beschreibt den Europapokal der Landesmeister im Handball der Saison 1966/67.

## 1. Runde
|                       | Gesamt |                     | Hinspiel | Rückspiel |
| --------------------- | ------ | ------------------- | -------- | --------- |
| IS Göta               | 35:58  | VfL Gummersbach     | 20:19    | 15:39     |
| CH Schaerbeek Brüssel | 20:46  | HV Sittardia        | 15:25    | 05:21     |
| Medveščak Zagreb      | 37:16  | Union West Wien     | 21:05    | 16:11     |
| BM Granollers         | 40:46  | IK Fredensborg Oslo | 24:19    | 16:27     |
| FC Porto              | 27:47  | US d´Ivry Paris     | 19:22    | 08:25     |

TRUD Moskau, UK-51 Helsinki, Honvéd Budapest, FH Hafnarfjörður, HG Kopenhagen, Dinamo Bukarest, Wybrzeże Gdańsk, SC DHfK Leipzig, Grasshoppers Zürich, ABC Dudelange und Dukla Prag hatten Freilose und zogen somit direkt in die zweite Runde ein.

## 2. Runde
|                     | Gesamt |                     | Hinspiel | Rückspiel |
| ------------------- | ------ | ------------------- | -------- | --------- |
| VfL Gummersbach     | 59:30  | HV Sittardia        | 30:10    | 29:20     |
| IK Fredensborg Oslo | 30:33  | Medveščak Zagreb    | 19:14    | 11:19     |
| TRUD Moskau         | 53:31  | UK-51 Helsinki      | 30:17    | 23:14     |
| Honvéd Budapest     | 34:32  | FH Hafnarfjörður    | 20:13    | 14:19     |
| US d´Ivry Paris     | 30:40  | HG Kopenhagen       | 14:20    | 16:20     |
| Dinamo Bukarest     | 39:27  | Wybrzeże Gdańsk     | 23:13    | 16:14     |
| SC DHfK Leipzig     | 47:23  | Grasshoppers Zürich | 20:13    | 27:10     |
| ABC Dudelange       | ??:??  | Dukla Prag          | 13:28    | ??:??     |

## Viertelfinale
|                  | Gesamt |                 | Hinspiel | Rückspiel |
| ---------------- | ------ | --------------- | -------- | --------- |
| Medveščak Zagreb | 23:28  | VfL Gummersbach | 13:09    | 10:19     |
| TRUD Moskau      | 36:32  | Honvéd Budapest | 15:13    | 21:19     |
| Dinamo Bukarest  | 40:37  | HG Kopenhagen   | 24:16    | 16:21     |
| Dukla Prag       | 30:24  | SC DHfK Leipzig | 21:10    | 09:14     |

## Halbfinale
|                 | Gesamt |                 | Hinspiel | Rückspiel |
| --------------- | ------ | --------------- | -------- | --------- |
| VfL Gummersbach | 32:26  | TRUD Moskau     | 15:11    | 17:15     |
| Dukla Prag      | 25:17  | Dinamo Bukarest | 10:07    | 15:10     |

## Finale
Das Finale wurde in einem Spiel in der Dortmunder Westfalenhalle vor 12.000 Zuschauern ausgetragen.
|                 | Ergebnis |            |
| --------------- | -------- | ---------- |
| VfL Gummersbach | 17:13    | Dukla Prag |